# Стрэккен, Энди
Эндрю Дуглас Стэккен (англ. Andrew Douglas Strachan; род. 20 августа 1974) — барабанщик и бэк-вокалист австралийской рок-группы The Living End.

## Биография
Энди родился 20 августа 1974 года в крупном австралийском городе Аделаида. В возрасте 12 лет впервые сел за барабаны, на которых учился играть самостоятельно. Он окончил высшую школу Aberfoyle Park в родном городе. До карьеры музыканта Энди недолго проработал официантом.
В возрасте 15-ти лет Энди начал играть в местной кавер-группе The Runaways, которая исполняла каверы 50-х и 60-х годов. Не путать с кавер-группой Криса и Скотта — The Runaway Boys. Позже со своими приятелями Энди переезжает в Мельбурн, где знакомится с музыкантами Джоном Бэкстером и Дэнни Брэрэтоном. Все вместе в 1996 году они организуют трио Alcotomic. Под этим именем они просуществовали до 2001 года, выпустив мини-альбом и два сингла.
Энди был представлен Крису и Скотту (The Living End) в 2002 году и после нескольких репетиций был принят как полноправный участник группы.
Энди увлекается сёрфингом, кулинарией и искусством приготовления кофе.